# 2016 în știință
În 2016 au avut loc o serie de evenimente științifice importante. Organizația Națiunilor Unite a declarat anul 2016 drept Anul internațional al leguminoaselor.

## Evenimente

### Ianuarie
- 7 ianuarie

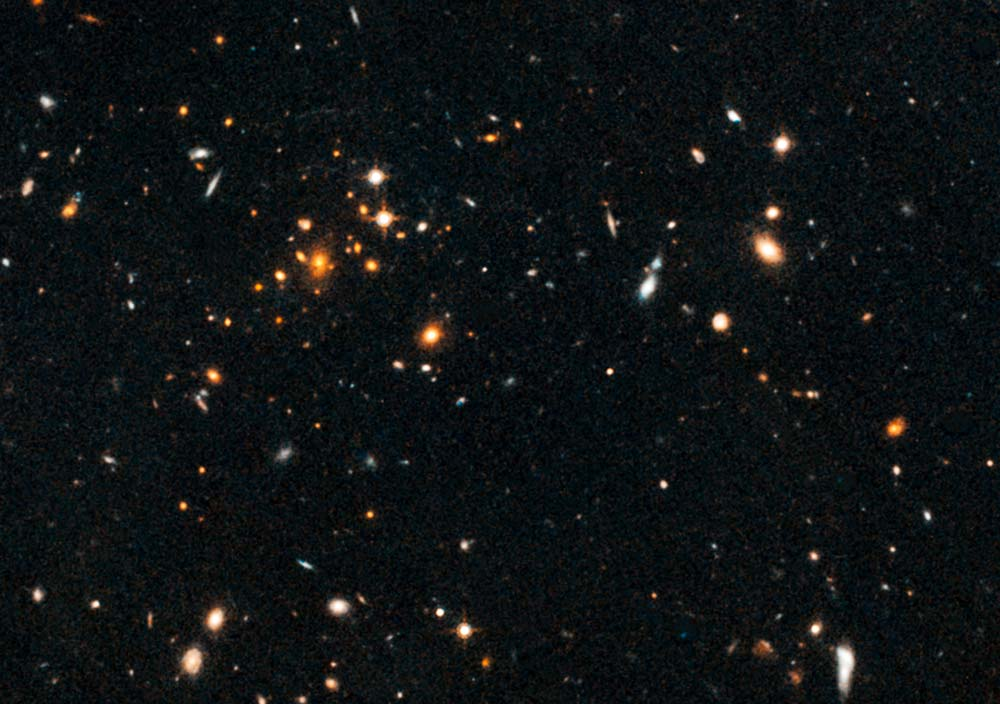
7 ianuarie: IDCS 1426, cel mai îndepărtat grup masiv de galaxii identificat.

  - Astronomii identifică IDCS 1426 drept cel mai îndepărtat grup masiv de galaxii descoperit, la 10 miliarde de ani-lumină de Terra.[2]
  - Matematicienii raportează descoperirea unui nou număr prim: "274,207,281 − 1".[3][4]
- 14 ianuarie –  Astronomii raportează că ASASSN-15lh, observată prima dată în iunie 2015, este probabil cea mai strălucitoare supernovă detectată vreodată. De două ori mai luminoasă ca deținătoare precedentul record, în momentul culminant era la fel de luminoasă ca 570 de miliarde de sori.[5][6]
- 20 ianuarie – Astronomii de la Institutul de Tehnologie din California prezintă cele mai puternice dovezi că o a noua planetă este prezentă în Sistemul Solar, orbitând Soarele la fiecare 15.000 de ani.[7][8]
- 29 ianuarie – Cercetările realizate de University of California, Los Angeles oferă dovezi suplimentare că Luna a fost formată dintr-o coliziune violentă, frontală, între Pământul timpuriu și un „embrion planetar” numit Theia, la aproximativ 100 de milioane de ani de la formarea Pământului.[9]

### Februarie
- 11 februarie – Oamenii de știință de la LIGO, Virgo și GEO600 anunță prima detectare directă a unei unde gravitaționale prevăzută de teoria relativității generale a lui Albert Einstein.[10][11][12][13][14]
- 15 februarie – Oamenii de știință raportează succesul „fără precedent” folosind celule T pentru a trata cancerul. Într-un studiu, 94% dintre pacienții cu leucemie limfoblastică acută au văzut că simptomele bolii au dispărut.[15]

### Martie
- 17 martie – Paleontologii raportează descoperirea unei femele Tyrannosaurus rex, aruncând lumină asupra evoluției ouălor, precum și asupra diferențelor de gen dintre dinozauri.
- 24 martie – Cercetătorii au raportat că peștele de peșteră Cryptotora thamicola, care se folosește de aripioare să „meargă”, putând să urce pe stânci, prezintă caracteristici anatomice cunoscute anterior doar la vertebratele cu patru membre Cercetătorii numesc descoperirea „uriașă” în termeni evolutivi.[16]

### Aprilie

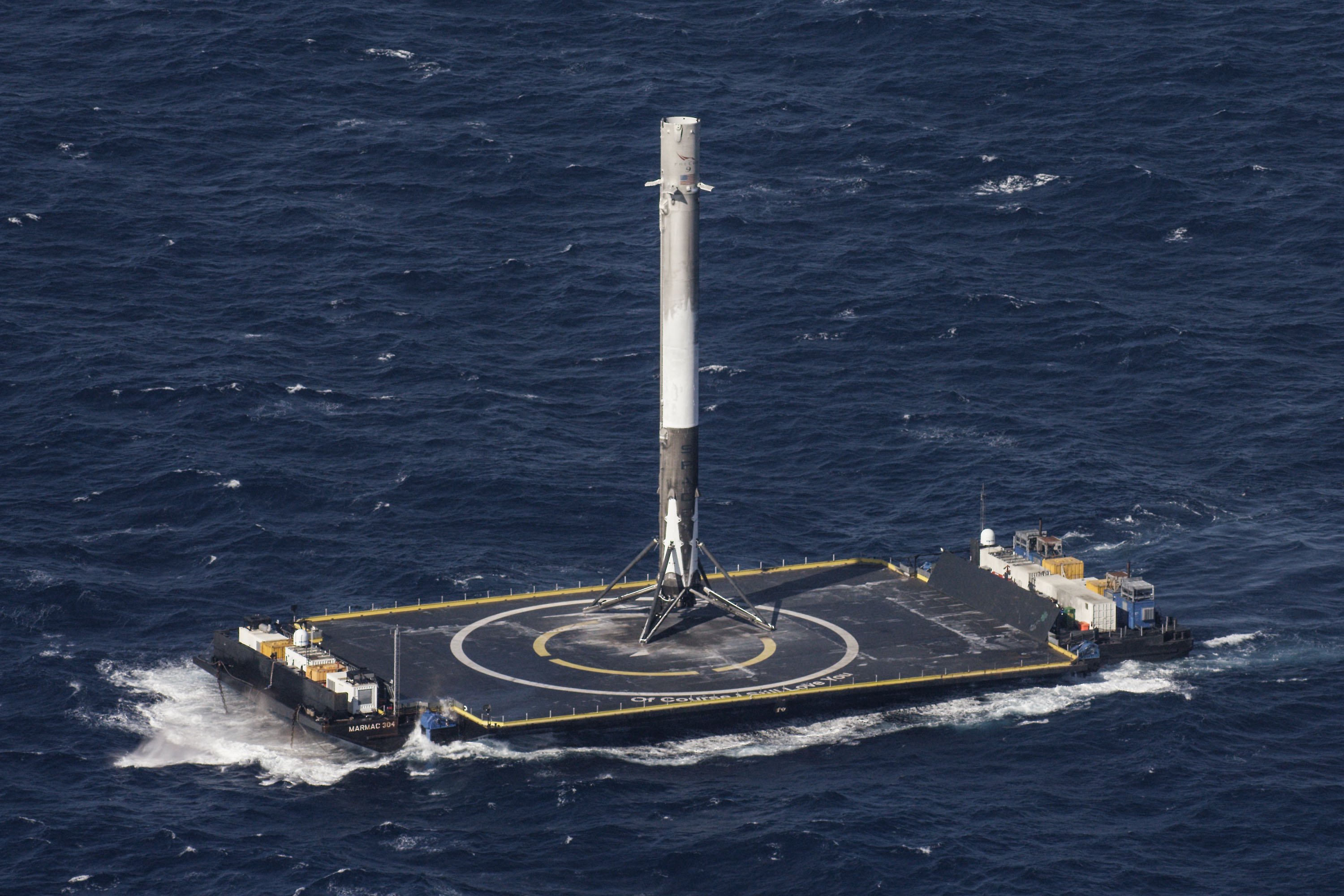
8 aprilie: După lansarea cu succes a SpaceX CRS-8 Dragon, racheta Falcon 9 a SpaceX a revenit și a aterizat pe o platformă plutitoare.

- 1 aprilie – Un studiu realizat de Universitatea din California de Sud concluzionează că consumul de cantități chiar și moderate de cafea poate reduce semnificativ riscul de a dezvolta cancer de colon.[18]
- 4 aprilie – O nouă stare cuantică a materiei este descoperită într-un material magnetic de tip grafen RuCl3 care găzduiește cvasiparticule magnetice curioase numite fermioni Majorana care sunt propriile lor antiparticule. Acești fermioni Majorana prezintă un interes mare, deoarece ar putea fi folosiți ca blocuri de construcție ale calculatoarelor cuantice.[19][20]
- 8 aprilie – După lansarea cu succes a SpaceX CRS-8 Dragon, racheta Falcon 9 a SpaceX a revenit și a aterizat pe o platformă plutitoare.[17][21]
- 14 aprilie – Descoperirea hormonului asprosin este raportată în revista Cell.[22]
- 28 aprilie
  - Oamenii de știință identifică o pereche de semnale moleculare care controlează culoarea pielii și a părului, care ar putea fi vizate de noi medicamente pentru tratarea tulburărilor de pigmentare a pielii, cum ar fi vitiligo.[23]
  - O nouă lucrare în Astrobiology sugerează că ar putea exista o modalitate de a simplifica ecuația lui Drake, pe baza observațiilor exoplanetelor descoperite în ultimele două decenii.[24][25]

### Mai
- 2 mai – Cercetătorii Institutului Max Planck pentru Chimie și ai Institutului Cipru din Nicosia calculează că în deceniile viitoare, Orientul Mijlociu și Africa de Nord ar putea deveni atât de fierbinți încât locuirea umană este compromisă.[26]
- 9 mai – Oxigenul este detectat în atmosfera marțiană pentru prima dată în 40 de ani.[27]
- 19 mai – Oamenii de știință din SUA raportează dovezi că tsunami de până la 120 de metri înălțime au măturat peste Marte în trecut.[28][29]
- 26 mai – Dovezi ale unei perioade recente, de epocă de gheață extreme, pe Marte, este publicată în revista Science. Cu doar 370.000 de ani în urmă, planeta ar fi apărut mai mult albă decât roșie, spun autorii.[30]

### Iunie

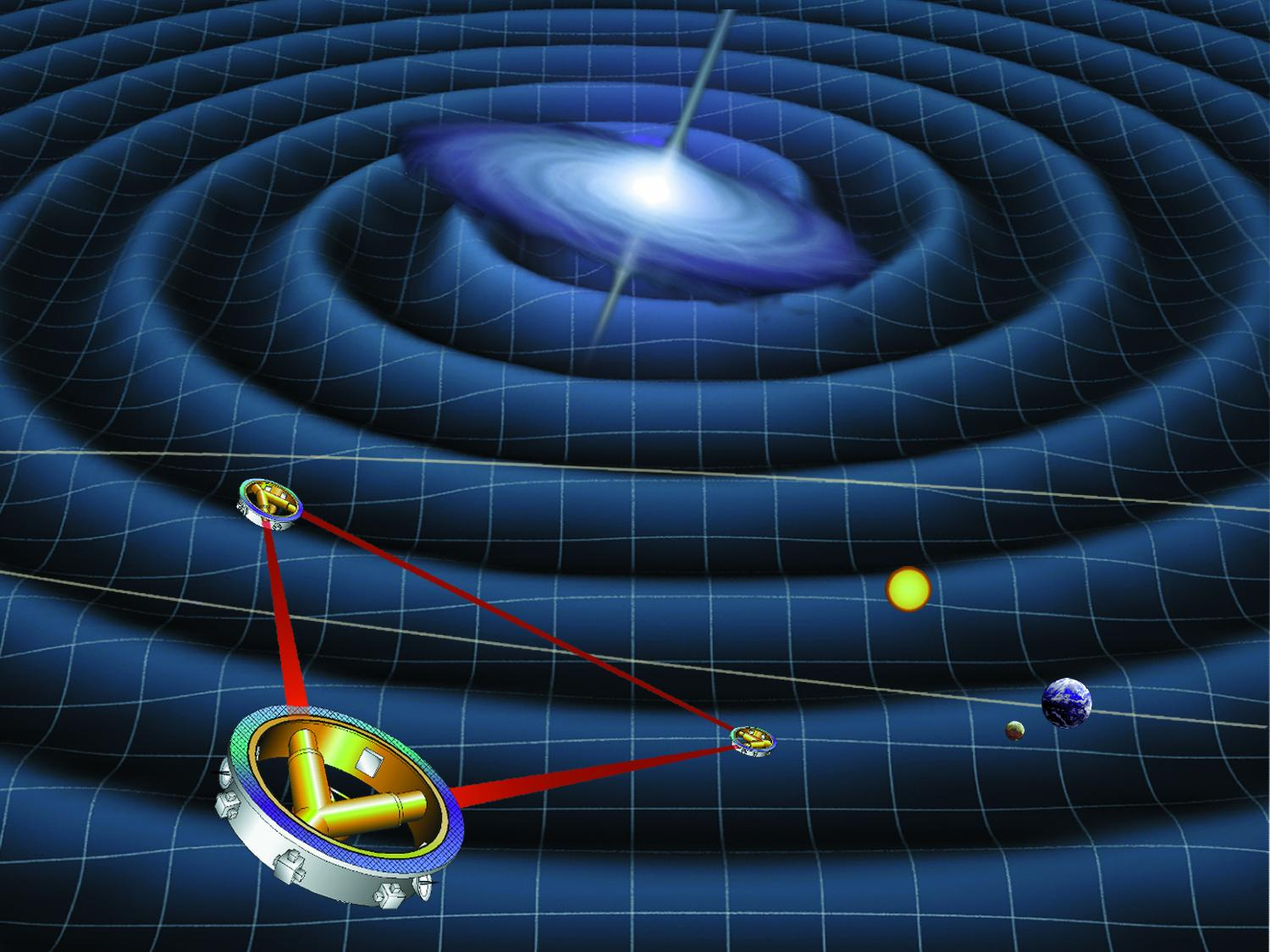
15 iunie: Al doilea eveniment detectat de unde gravitaționale (GW151226).

- 2 iunie – Un studiu clinic Stanford constată că celulele stem injectate direct în creierul persoanelor care suferă de accidente vasculare cronice au reînviat circuitele creierului mort și au restabilit capacitatea pacienților de a merge.[32][33]
- 3 iunie – NASA și ESA anunță împreună că Universul se extinde cu 5% până la 9% mai repede decât s-a crezut anterior, după ce au folosit Telescopul spațial Hubble pentru a măsura distanța până la stele din 19 galaxii dincolo de Calea Lactee.[34]
- 6 iunie – Uniunea Internațională de Chimie Pură și Aplicată a propus numele finale pentru cele patru noi elemente chimice: nihonium (Nh), moscovium (Mc),  tennessine (Ts) și oganesson (Og). Nihonium este derivat din "Nippon", cuvântul japonez pentru Japonia, moscovium onorează capitala rusească, Moscova, tennessine este numit după statul Tennessee, cunoscut pentru cercetarea sa de pionierat în domeniul chimiei, iar oganesson a fost numit în cinstea fizicianului rus Iuri Țolacovici Oganesian.[35]
- 15 iunie
  - Oamenii de știință anunță detectarea unui al doilea eveniment cu unde gravitaționale (GW151226) rezultat din coliziunea găurilor negre.[31]
  - Astronomii NASA anunță descoperirea lui (469219) 2016 HO3, un asteroid observat pentru prima dată la 27 aprilie 2016, care este considerat cel mai bun și cel mai stabil exemplu de până acum al unui însoțitor constant al Terrei, sau „cvasi-satelit” al  Pământului.[36]
- 20 iunie – Astronomii descoperă că galaxia Dragonfly 44 este formată din 99,99% materie întunecată, mult mai mult decât în toate celelalte galaxii cunoscute.[37][38]

### Iulie
- 21 iulie – Se raportează cea mai caldă temperatură din emisfera estică, la Mitribah, Kuweit unse se ating 54 °C (129,2 °F).[39]
- 25 iulie – Oamenii de știință raportează identificarea unui set de 355 de gene de la Ultimul strămoș comun universal al tuturor organismelor care trăiesc pe Pământ.[40]
- 26 iulie – Solar Impulse 2 devine prima aeronavă cu energie solară care circumnavigează Pământul.[41]
- 27 iulie  – Cercetătorii din Germania descoperă că bacteriile din nasul uman produc un nou antibiotic care este eficient împotriva agenților patogeni multirezistenți.[42][43]

### August
- 11 august – Cercetătorii de la Universitatea din Copenhaga au descoperit că rechinul boreal (Somniosus microcephalus) are cea mai lungă speranță de viață printre animalele vertebrate de pe Pământ, fiind capabil să ajungă la aproape 400 de ani.[44]
- 18 august – În Marea Britanie a avut loc primul zbor al celui mai mare dirijabil hibrid din lume, Airlander 10.[45].
- 27 august – Sonda Juno a NASA face o trecere apropiată de Jupiter, aflându-se la 4.200 km de vârfurile de nori - cea mai apropiată distanță față de oricare navă spațială care s-a apropiat vreodată de gigantul gazos fără a intra în atmosfera sa.[46]
- 31 august – Cele mai vechi fosile cunoscute din lume, care ar putea fi stromatolite, se presupune că au fost găsite pe o rocă cu aspect ondulat din sud-vestul Groenlandei, care datează posibil de 3,7 miliarde de ani.

### Septembrie

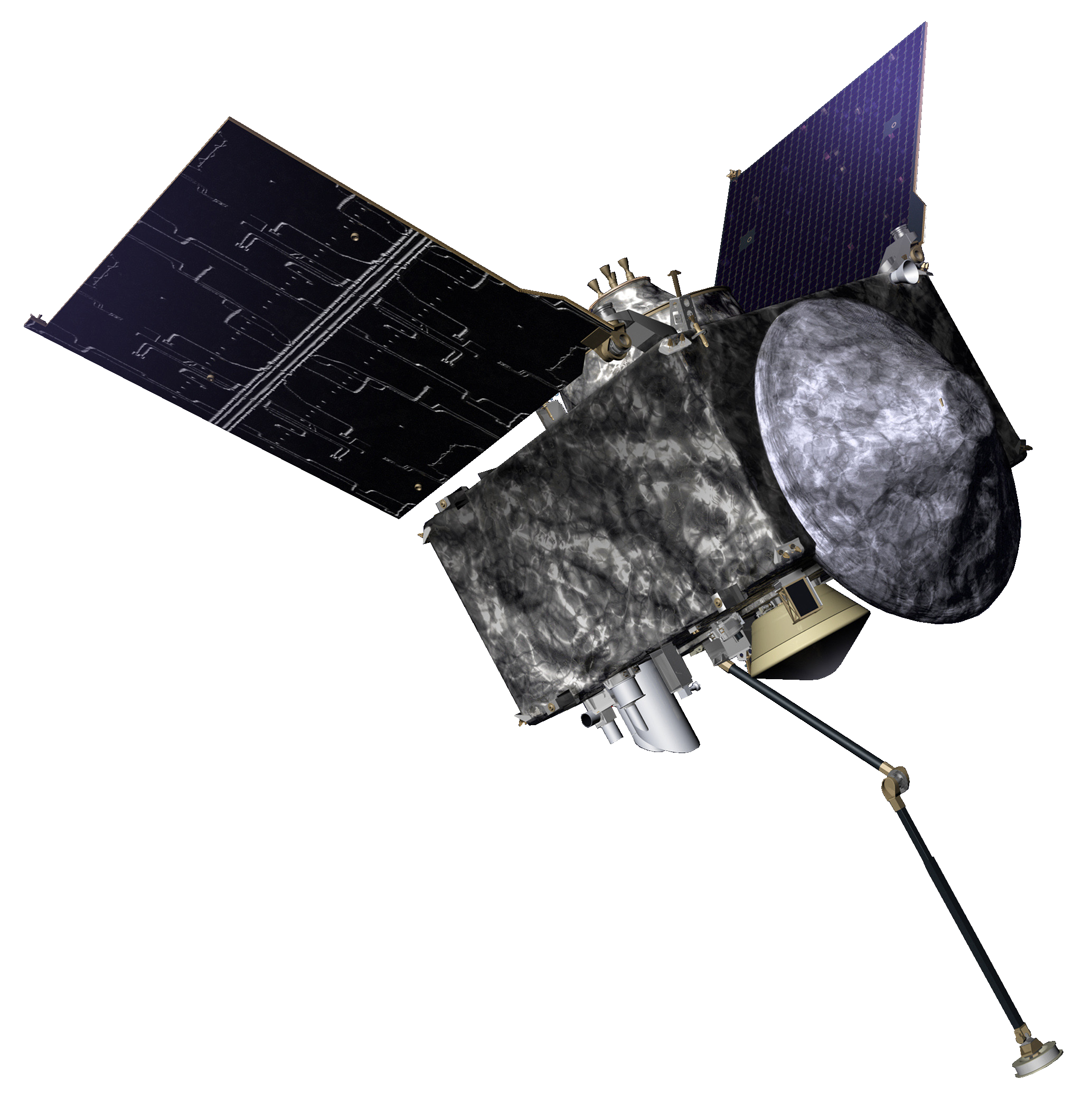
8 septembrie: NASA lansează misiunea OSIRIS-REx, care își propune să ajungă pe asteroidul Bennu și să aducă o mostră înapoi pe Pământ

- 6 septembrie  – Ursul panda uriaș nu mai este o specie pe cale de dispariție, statutul acestui mamifer a fost schimbat de către IUCN din „pe cale de dispariție” la „vulnerabil” însă creșterea braconajului a dus la scăderea numărului de gorile de est și la plasarea acestei specii pe lista animalelor pe cale de dispariție. Pe Pământ mai există doar 5.000 de gorile de est, considerate cele mai mari primate din lume.[47]
- 8 septembrie
  - NASA lansează misiunea OSIRIS-REx cu o durată de șapte ani, care își propune să ajungă pe asteroidul Bennu, care are un diametru de 500 de metri și să aducă o mostră înapoi pe Pământ.[48][49][50][51]
  - O analiză genetică arată că genul girafa, crezut anterior că este alcătuit dintr-o singură specie existentă, constă de fapt din patru.[52]
- 10 septembrie – Al doilea meteorit ca mărime descoperit vreodată este dezgropat în apropiere de Gancedo, Argentina. Cântărește 30 de tone și a căzut pe Pământ în jurul anului 2000 î.Hr.[53]
- 14 septembrie – Astronomii anunță că porțiunea maro-roșiatic al polului nord al lui Charon, cel mai mare dintre cei cinci sateliți care orbitează planeta pitică Pluto, este compusă din macromolecule organice produse din metan, azot și gaze aferente eliberate din atmosfera lui Pluto și transferate pe aproximativ 19.000 km distanță, pe satelitul care o orbitează.[54]
- 22 septembrie – Cercetătorii de la Universitatea din Toronto creează prima hartă care arată rețeaua globală de interacțiune genetică a unei celule. Începe să explice modul în care mii de gene se coordonează între ele pentru a orchestra viața celulară.[55]
- 26 septembrie – Se constată că Mercur este activ tectonic.[56]
- 30 septembrie – Finalizarea misiunii de 12 ani a navei spațiale Rosetta, care este direcționată către suprafața cometei 67P/Ciuriumov-Gherasimenko.[57][58][59]

### Octombrie
- 3 octombrie

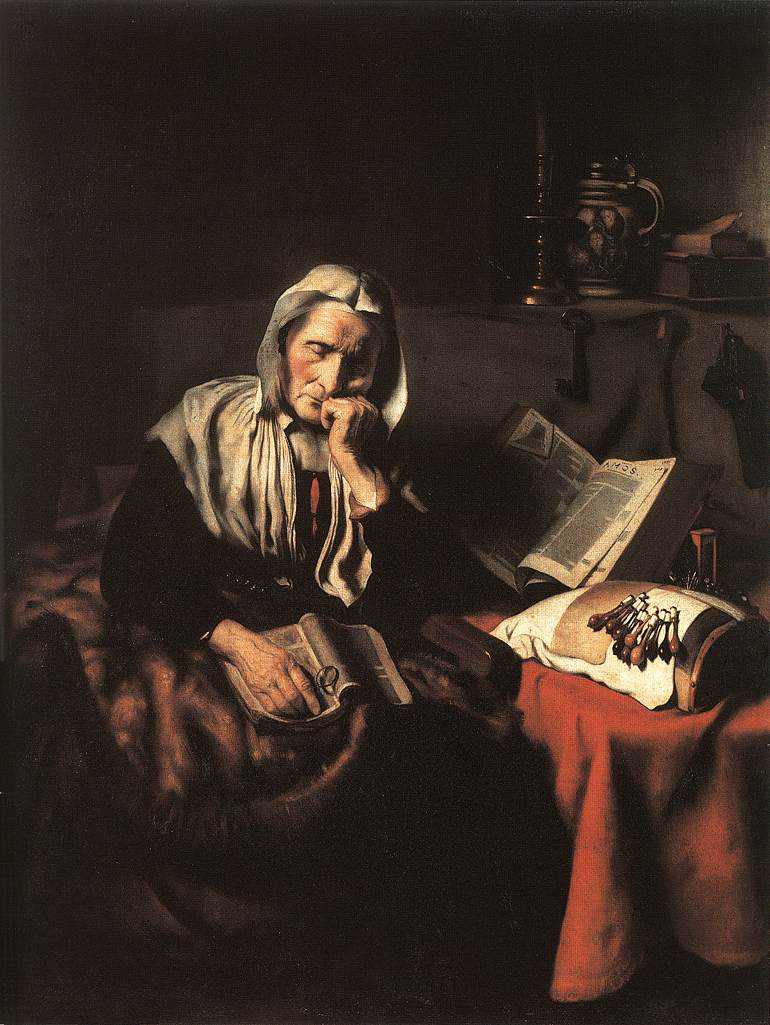
5 octombrie: Limita superioară absolută a longevității umane este raportată a fi de 125 de ani.

  - Un studiu publicat de Universitatea din Wisconsin-Milwaukee arată că consumul de cofeină poate reduce cu 36% riscul de demență la femei.[62]
  - Premiul Nobel pentru Medicină este acordat lui Yoshinori Ohsumi din Japonia, pentru descoperiri privind mecanismele de autofagie, procesul de consumare a propriilor componente celulare de către un organism.[63]
- 4 octombrie – Premiul Nobel pentru Fizică este acordat lui David J. Thouless, F. Duncan M. Haldane și John M. Kosterlitz  pentru descoperiri teoretice legate de stările topologice ale materiei.[64]
- 5 octombrie
  - Premiul Nobel pentru Chimie este acordat lui Jean-Pierre Sauvage, Sir J. Fraser Stoddart și Bernard L. Feringa pentru proiectarea și producția de mașini moleculare sau nanomașini.[65][66]
  - Oamenii de știință identifică durata de viață maximă a omului la o vârstă medie de 115 ani, cu o limită superioară absolută de 125 de ani.[60][61]
  - Misiunea Cassini a NASA dezvăluie dovezi ale unui ocean aflat sub-suprafața satelitului Dione al planetei Saturn.[67]
- 19 octombrie – Sonda spațială europeană Schiaparelli se zdrobește de suprafața planetei după ce parașuta sa a fost închisă prea devreme.[68][69] La 21 octombrie 2016, NASA a lansat  o imagine realizată de Mars Reconnaissance Orbiter care arată ceea ce pare a fi locul prăbușirii.[70]
- 20 octombrie  – Oamenii de știință de la muzeul australian Age of Dinosaurs au anunțat descoperirea unei noi specii de dinozaur, Savannasaurus, un ierbivor cu un corp cât jumătate de teren de baschet. Fosilele sale au fost descoperite în Australia, în vestul statului Queensland.[71]
- 27 octombrie  – Cercetătorii din Anglia identifică primul exemplu cunoscut de țesut cerebral fosilizat într-un dinozaur.[72]

### Noiembrie

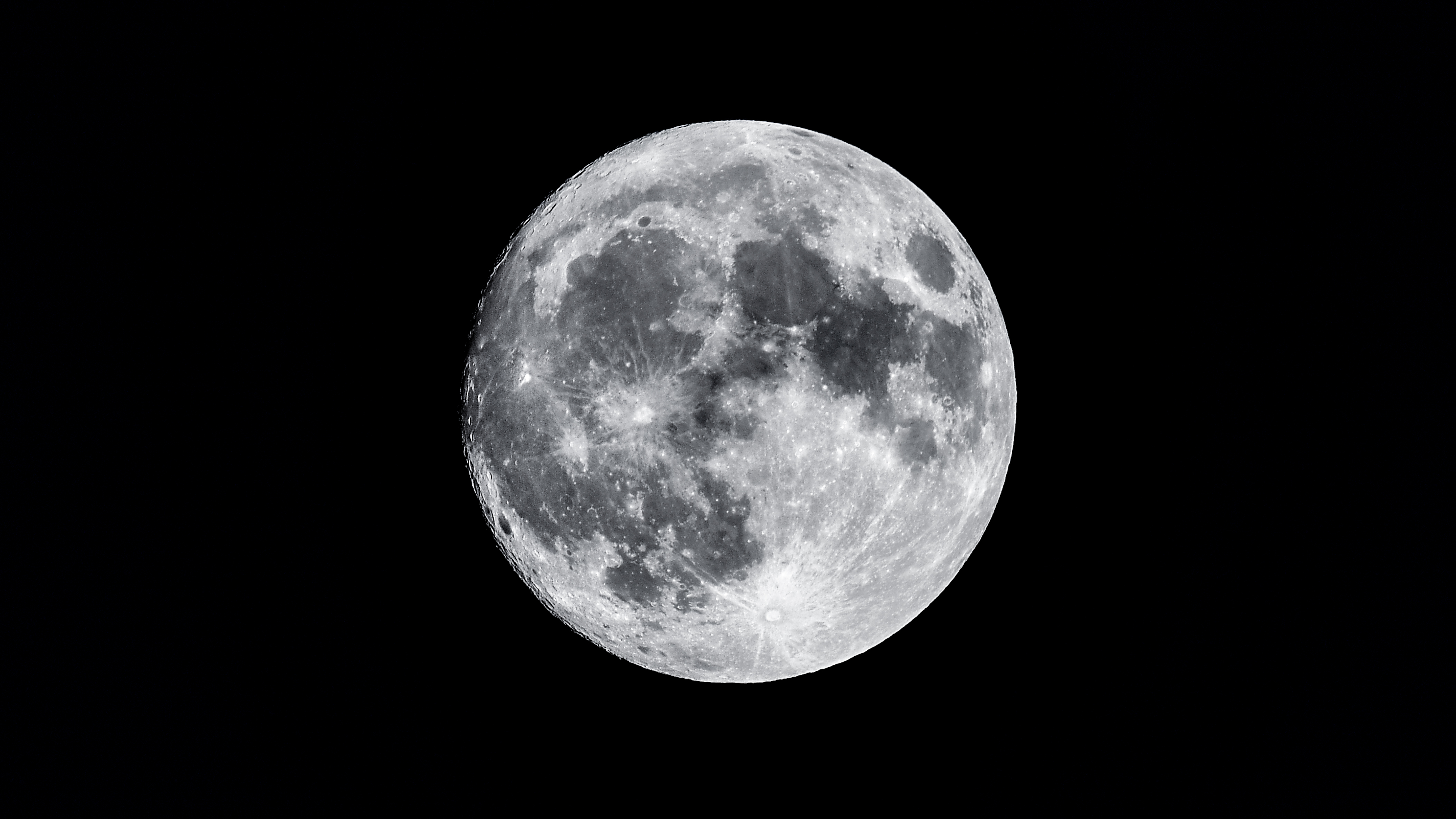
14 noiembrie: Are loc o superlună, deoarece Luna este cel mai aproape de Pământ din anul 1948.

- 3 noiembrie – Scanarea creierelor oamenilor cu imagistica prin rezonanță magnetică funcțională este considerată a fi semnificativ mai eficientă la identificarea minciunilor decât un test poligrafic tradițional.[73]
- 5 noiembrie – Laboratorul AI al Universității din Oxford prezintă „LipNet”, un nou algoritm AI capabil să citească pe buze cu până la 40% mai exact decât o persoană reală.[74][75]
- 6 noiembrie – Uniunea Astronomică Internațională aprobă denumirea Rigil Kentaurus pentru steua Alpha Centauri A. Aceasta urmează denumirea de Proxima Centauri pentru Alpha Centauri C la 21 august 2016.[76]
- 14 noiembrie – Are loc o superlună, deoarece Luna este cel mai aproape de Pământ din anul 1948.[77]
- 22 noiembrie – NASA raportează că Mars Reconnaissance Orbiter a găsit un depozit imens de gheață chiar sub suprafața planetei Marte, în regiunea cunoscută sub numele de Utopia Planitia. Volumul de apă detectat este echivalent cu volumul de apă din Lacul Superior. (imagine) (hartă)[78][79][80]
- 28 noiembrie – Oamenii de știință de la Uniunea Internațională de Chimie Pură și Aplicată (IUPAC) recunosc oficial denumirile pentru patru noi elemente chimice: Nihonium (Nh, 113); Moscovium (Mc, 115), Tennessine (Ts, 117) și Oganesson (Og, 118).[81][82]
- 29 noiembrie – Un studiu constată că temperaturile mai ridicate ale apei în 2016 au provocat cea mai gravă distrugere a coralilor înregistrată vreodată în Marea Barieră de Corali din Australia, 67% murind în secțiunea nordică.[83][84]

### Decembrie

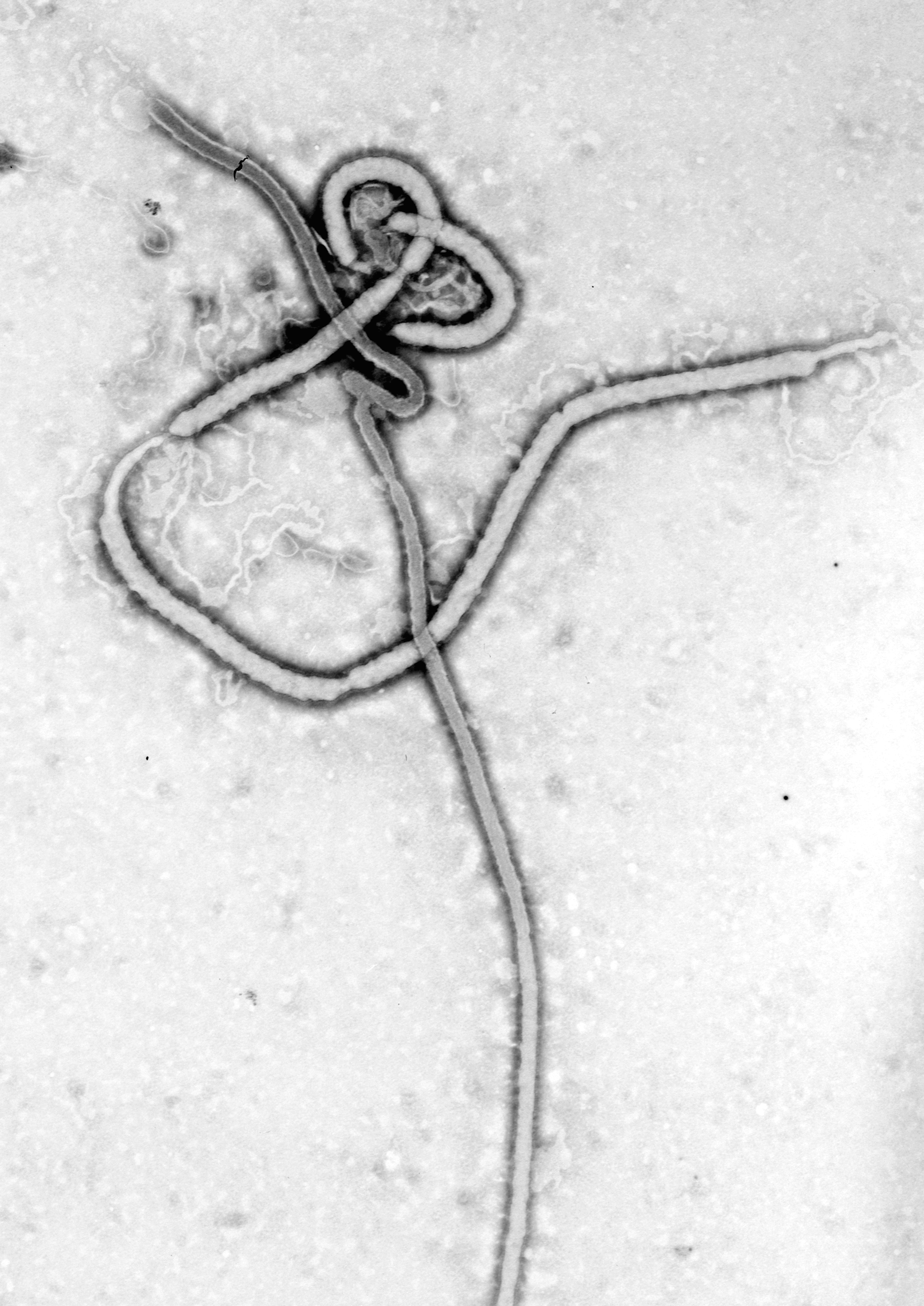
22 decembrie: Boala cu virusul Ebola este prevenită între 70-100% prin vaccinul rVSV-ZEBOV.

- 8 decembrie  – Coada unui dinozaur mic, cu pene, de dimensiune unei vrăbii, găsită perfect conservată în chihlimbar și despre care se crede că are 99 de milioane de ani, este descrisă în revista Current Biology.[87][88][89]
- 13 decembrie  – Se raportează că cea mai mare turmă de reni sălbatici din lume a scăzut cu 40% din populație începând cu anul 2000, din cauza creșterii temperaturilor și a activității umane, determinând animalele să-și schimbe modelele anuale de migrație.[90] Un studiu separat a relevat faptul că renii din Svalbard au devenit mai mici și mai ușori, cu aproximativ 12%, din cauza diminuării proviziilor alimentare.[91]
- 19 decembrie  – Experimentul ALPHA de la CERN observă pentru prima dată spectrul luminos al antimateriei.[92]
- 22 decembrie  – S-a constatat că boala cu virusul Ebola este prevenită între 70-100% prin vaccinul rVSV-ZEBOV, ceea ce îl face primul vaccin dovedit împotriva bolii.[85][86]
- 27 decembrie  – Ghepardul se confruntă cu extincția după ce s-a descoperit că numai 7.100 exemplare mai trăiesc în sălbăticie, ca urmare a unei distrugeri bruște a numărului populației.[93]
- 29 decembrie  – NASA dezvăluie un design de habitat potențial pentru coloniștii de pe Marte, care oferă protecție împotriva temperaturilor extreme și a radiațiilor prin utilizarea cupole gonflabile acoperite cu gheață.[94]